# Denis Buntić
Denis Buntić född den 13 oktober 1982 i Ljubuški, Bosnien och Herzegovina, SFR Jugoslavien, är en kroatisk handbollsspelare.
Han tog OS-brons i herrarnas turnering i samband med de olympiska handbollstävlingarna 2012 i London.